# Saint-Loup-de-Fribois
Saint-Loup-de-Fribois è un ex comune francese di 188 abitanti situato nel dipartimento del Calvados nella regione della Normandia. Dal 1º gennaio 2017 è stato accorpato al comune di Biéville-Quétiéville per formare il comune di Belle Vie en Auge, del quale costituisce comune delegato.

## Società

### Evoluzione demografica
Abitanti censiti